# 12897 Bougeret
12897 Bougeret eller 1998 RY5 är en asteroid i huvudbältet som upptäcktes den 13 september 1998 av LONEOS vid Anderson Mesa Station. Den är uppkallad efter Jean-Louis Bougeret.
Asteroiden har en diameter på ungefär 3 kilometer.